# Жје на Сени
Жје на Сени (фр. Gyé-sur-Seine) насеље је и општина у североисточној Француској у региону Шампањ-Арден, у департману Об која припада префектури Троа.
По подацима из 2011. године у општини је живело 516 становника, а густина насељености је износила 21,81 становника/km². Општина се простире на површини од 23,66 km². Налази се на средњој надморској висини од 173 метара.

## Демографија
| 1962. | 1968. | 1975. | 1982. | 1990. | 1999. | 2011. |
| ----- | ----- | ----- | ----- | ----- | ----- | ----- |
| 450   | 513   | 470   | 489   | 485   | 513   | 516   |

График промене броја становника у току последњих година